# 총병관
총병관(總兵官) 또는 대총융(大總戎)은 14세기 말부터 20세기 초까지 중국 명청 시대 동안 존재했던 무관직으로, 오늘날 총사령관직에 해당한다.
14세기부터 17세기 초까지 명나라 시대에 총사령관은 품계가 없는 무관직이었고, 책임병과 참모의 수, 계급은 고정되어 있지 않았다. 보통은 황자나 지방 총독이 총병관을 겸직하는 것이 일반적이었으나, 청나라 이후에는 순무에게 군권이 귀속되어 정2품으로 격하되었다.